# Amy Archer-Gilligan
Amy "Sister" Archer-Gilligan (født 1873, død 23. april 1962) var en plejehjemsejer og seriemorder fra Connecticut i USA, som systematisk myrdede mindst fem mennesker med gift - en af dem var hendes mand, Michael Gilligan, og resten var beboere på hendes plejehjem. Det er muligt, at hun var involveret i flere dødsfald. Myndighederne fandt 48 dødsfald i hendes plejehjem.
Archer og hendes første mand åbnede deres Sister Amy's Nursing Home (plejehjem) for ældre i Newington i Connecticut i 1901. 
De var så succesfulde, at de i 1907  åbnede The Archer Home (Archer hjemmet) for ældre og svagelige. Det var et nyere og mere moderne foretagende i Windsor. Archers held syntes at være slut med deres nye "forretning", og James Archer døde, efter at de var flyttet. Heldigvis havde Amy tegnet en forsikring, på ham få uger før han døde, så hun kunne forsætte med at drive Archer plejehjemmet efter hans død. 
Der var den svagelige enkemand, Michael Gilligan, som var interesseret i Amy og i at investere i Archer Plejehjem. De blev gift, men kort tid efter skete tragedien igen: ægtefællen døde pludseligt. Heldigvis for Archer–Gilligan, havde hende nye ægtemand skrevet testamente, og han efterlod hende alle sine ejendomme.
Siden Archer plejehjem var åbnet, var slægtninge til beboerne begyndt at blive mistænksomme på grund af det store antal af dødsfald iblandt beboerne: 48 på fem år, og mange af de døde var tilsyneladende raske til det sidste. Myndighederne blev underrettet og blev mistænksomme, specielt fordi der var et mønster  Archer–Gilligans klienter døde efter. Det skete normalt kort tid efter, at de havde givet deres plejer store  pengebeløb. 
Der blev foretage en razzia i plejehjemmet, og der blev fundet arsenik. Archer–Gilligan påstod at hun brugte det til at slå gnavere ihjel med, men ligene at hendes mand nummer to og fire af hendes tidligere beboere blev gravet op, og man fandt store mængder af arsenik i dem.
Archer–Gilligan blev arresteret og retsforfulgt for mord. Først for fire mord, men efter forhandling med hendes advokat kun ét mord: hendes sidste offer Franklin R. Andrews. Til sit forsvar hævdede hun, at hendes kristne tro og hendes bekymring for hendes beboeres velfærd, gjorde det umuligt for hende at begå mord. Ikke desto mindre blev hun i 1917 dømt til livstid og sendt i fængsel i Wethersfield; hun blev senere sendt til en sindssygeanstalt, hvor hun døde i 1962.
Det er ukendt, hvor mange flere end de 48 i Archers plejehjem, som er blevet hjulpet på vej af Archer–Gilligan, eller om mønsteret begyndte allerede på Sister Amy's Nursing Home.
Sagen fik stor omtale, og det siges at sagen skulle have givet inspiration til teaterstykket og senere filmen Arsenic and Old Lace (Arsenik og gamle kniplinger), og hendes plejehjem var måske det første profit–plejehjem i USA.